# Пинарес, Сесар
Сесар Игнасио Пинарес Тамайо (исп. César Ignacio Pinares Tamayo; родился 23 мая 1991 года в Сантьяго) — чилийский футболист, полузащитник клуба «Универсидад Католика» и сборной Чили.

## Клубная карьера
Пинарес — воспитанник клуба «Коло-Коло» из своего родного города. В 2009 году он дебютировал в чилийской Примере. В январе 2010 года Сесар подписал контракт с итальянским «Кьево». Из-за высокой конкуренции Пинарес не смог дебютировать за основной состав и в 2011 года на правах аренды перешёл в клуб «Триестина». В 2011 году Сесар на правах аренды вернулся на родину в «Сан-Луис Кильота». 28 июля в матче против «Магальянес» он дебютировал в чилийской Примере B. 26 октября в поединке против «Ньюбленсе» Пинарес забил свой первый гол за «Сан-Луис Кильота».
В начале 2013 года Сесар в третий раз был отдан в аренду, его новым клубом стал «Сантьяго Морнинг». 16 февраля в матче против «Унион Сан-Фелипе» он дебютировал за новую команду. 28 апреля в поединке против своего бывшего клуба «Сан-Луис Кильота» Пинарес забил свой первый гол за «Сантьяго Морнинг».
Летом того же года Сесар перешёл в «Депортес Икике». 28 июля в матче против «О’Хиггинс» он дебютировал за новую команду. 6 октября в поединке против «Кобрелоа» Пинарес забил свой первый гол за «Дипортес Икике». В 2014 году он помог команде выиграть Кубок Чили. В том же году Сесар на правах краткосрочной аренды присоединился к греческому «Олимпиакосу» из Волоса. 12 октября в матче против «Закинтоса» он дебютировал в Греческой лиге. После окончания аренды Пинарес вернулся в «Депортес Икике».
В начале 2016 года Сесар перешёл в «Унион Эспаньола». 16 января в матче против своего родного «Коло-Коло» он дебютировал за новую команду. 27 февраля в поединке против «Универсидад де Консепсьон» Пинарес забил свой первый гол за «Унион Эспаньола». Летом 2017 года Сесар перешёл в аравийский клуб «Шарджа». 21 сентября в матче против «Аль-Дафры» он дебютировал в Гольф-лиге. В 2018 году игрок вернулся в «Коло-Коло».
В начале 2019 года Пинарес присоединился к «Универсидад Католика». 16 февраля в матче против «Кокимбо Унидо» он дебютировал за новую команду. 18 мая в поединке против «Депортес Антофагаста» Сесар забил свой первый гол за «Универсидад Католика». 17 сентября 2020 года в матче Кубка Либертадорес против «Гремио» он забил гол. В составе клуба игрок дважды выиграл чемпионат. В том же году Пинарес перешёл в бразильский «Гремио». 23 ноября в матче против «Коринтианса» он дебютировал в бразильской Серии A. 6 декабря в поединке против «Васко де Гама» Сесар забил свой первый гол за «Гремио». 
Летом 2021 года Пинарес перешёл в турецкий «Алтай». 14 августа в матче против «Кайсериспора» он дебютировал в турецкой Суперлиге. 21 августа в поединке против «Аланьяспора» Сесар забил свой первый гол за «Алтай». В 2022 году Пинарес вернулся на родину в «Универсидад Католика». 

## Международная карьера
В 2011 году в составе молодёжной сборной Чили Пинарес принял участие в молодёжном чемпионате Южной Америки в Перу. На турнире он сыграл в матчах против команд Перу, Эквадора, Бразилии, Аргентины, Колумбии и дважды Уругвая.
11 января 2017 года в матче China Cup 2017 против сборной Хорватии Пинарес дебютировал за сборную Чили. В этом же поединке он забил свой первый гол за национальную команду.
В 2021 года Пинарес принял участие в Кубке Америки в Бразилии. На турнире он сыграл в матчах против команд Аргентины, Парагвая и Боливии.

### Голы за сборную Чили
| #   | Дата           | Место                               | Противник | Счёт | Результат | Соревнование   |
| --- | -------------- | ----------------------------------- | --------- | ---- | --------- | -------------- |
| 01. | 11 января 2017 | Гуанчи Спортс Сентр, Наньнин, Китай | Хорватия  | 1:0  | 1:1       | China Cup 2017 |

## Достижения
Командные
 «Депортес Икике»
- Обладатель Кубка Чили (1) — 2013/14

 «Универсидад Католика»
- Победитель чилийской Примеры (2) — 2019, 2020
- Обладатель Суперкубка Чили (1) — 2019

 «Гремио»
- Победитель Лиги Гаушу — 2021